# Adolphe Piriou
Pour les articles homonymes, voir Piriou.
Adolphe Piriou est un compositeur français né le 7 septembre 1878 à Morlaix (Finistère) et mort le 3 février 1964 à Paris.

## Biographie
Il abandonne ses études de pharmacie pour se consacrer à l'étude du violon avec Joseph Debroux et Lucien Capet ; et avec ses beaux-frères Aymé Kunc, directeur du conservatoire de Toulouse et Pierre Kunc. Il se met à apprendre l'harmonie et le contrepoint, entre à la Schola Cantorum et suit les cours d'Auguste Sérieyx et de Vincent d'Indy. Bientôt, il a une écriture assez ferme pour exprimer d'une manière toute personnelle la nostalgie de la Bretagne ressentie à Toulouse comme à Paris.
En 1921, il donne aux Concerts Colonne Au pied d'un vieux calvaire et Florent Schmitt d'écrire dans le Temps (29 janvier 1930) à propos de cette œuvre : "le thème initial était l'un des plus beaux qui soient, d'un recueillement et d'une élévation admirable."

## Principales œuvres

### Pour la scène
- Au pays de Komor, en Armorique d'après Leconte de Lisle, avec en première partie de la vraie grandeur(la tempête), une poésie profonde dans la seconde (les ajoncs) et a réussi à conserver l'horreur tragique du poème dans la dernière partie (dans l'abîme),
- Le Rouet d'Armor, légende chorégraphique et musicale (Opéra de Paris, 24 janvier 1936),
- Sur quelques notes, ballet pantomime en six petites scènes.

### Musique pour orchestre
- Au pied d'un vieux calvaire (1921),
- Trois Contes, A la Belle saison, Pavane pour Mélisande, Sherzo-danse pour piano et orchestre (1932),
- 3 symphonies,
- Au cours de l'Aven, paysages maritimes (1921).

### Musique vocale
- La Nativité de la très SainteVierge, petit oratorio (1926),
- Le Marchand de plaisirs, chanson dialoguée (1937),
- Recueil de mélodies.

### Musique de chambre
- Un quatuor à cordes

## Sources
- Theodore Baker et Nicolas Slonimsky (trad. Marie-Stella Pâris, préf. Nicolas Slonimsky), Dictionnaire biographique des musiciens [« Baker's Biographical Dictionary of Musicians »], t. 3 : P-Z, Paris, Robert Laffont, coll. « Bouquins », 1995 (réimpr. 1905, 1919, 1940, 1958, 1978), 8e éd. (1re éd. 1900), 4728 p. (ISBN 2-221-07778-4), p. 3212
- Histoire de la musique. Tome V, La première moitié du XXe siècle de René Dumesnil